# 269 ق م
269 ق م أو 269 قبل الميلاد هي سنة من العقد 26 ق م في التقويم اليولياني البروليبتي (التقويم الميلادي). تسبقها سنة 270 ق م وتليها سنة 268 ق م.

## أحداث
- مواطنو سرقوسة يختارون هيرون ليكون ملكا عليهم ليتخد لقب هيرون الثاني.[5]

## مواليد
- أتالوس الأول سوتير، حاكم مملكة برجامون.[6]

## وفيات
- اسطراطون اللميساكي
- أقراطس الأثيني

## كتب
- Yves Denis Papin (1998). Chronologie de l'histoire ancienne. Lieu de publication non identifié: Éditions Jean-paul Gisserot. ISBN:2-87747-346-5. OCLC:40746926. مؤرشف من الأصل في 2022-03-16.
- أحمد محمد عوف (2000)، موسوعة حضارة العالم، QID:Q12246226

## وصلات خارجية
- صفحة السنة على موقع onthisday.com
- سنة 269 ق م على موقع المكتبة الوطنية الفرنسية